# Riboque Santana
Riboque Santana est une localité de Sao Tomé-et-Principe située au nord-est de l'île de Sao Tomé, dans le district de Cantagalo.

## Population
Lors du recensement de 2012, 1 001 habitants y ont été dénombrés.